# Alberto Pimenta

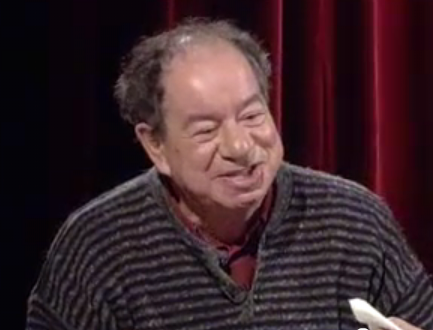
Alberto Pimenta, 2008

Alberto Pimenta (* 26. Dezember 1937 in Porto, Portugal) ist ein portugiesischer Lyriker, Essayist, Performer, Hochschullehrer, Philologe, Exzentriker, Übersetzer und Germanist.
Trotz seiner vielfach unkonventionellen Poesie gilt er als einer der führenden zeitgenössischen Lyriker seines Landes.
Er war einer der ersten in Portugal, der Happenings durchführte.
In Deutschland unterrichtete er viele Jahre Portugiesische Sprache an der Universität Heidelberg.
Auch gilt er als einer der bedeutenden Vertreter der Konkreten Poesie, der Visuellen Posie und der Experimentellen Poesie und Literatur in Portugal.
Und er ist in seiner Eigenschaft als Intellektueller einer der großen Gesellschaftskritiker Portugals.

## Leben
Alberto Pimenta wurde in der Hafenstadt Porto geboren. Er studierte Germanistik an der Universität Coimbra und kam 1960 nach Deutschland. Im Auftrag der portugiesischen Regierung war er hier als Lektor für diverse Verlage tätig. Wegen seiner massiven Kritik an der Salazar-Diktatur wurde er aber 1963 als Lektor entlassen und dafür von der Universität Heidelberg als Dozent für Lusitanistik bzw. Portugiesische Sprache und Literatur angestellt. Dieses Amt hatte er bis 1977 inne.
Nach seiner Rückkehr nach Portugal – das Land war 1974 durch die unblutige Nelkenrevolution demokratisch geworden – lehrte er bis zu seiner Pensionierung an der Universidade Nova de Lisboa (der neuen Universität von Lissabon) Sozialwissenschaften und Anthropologie.
In der Filmdokumentation Im Labyrinth des Ich-Fernando Pessoa und Portugal von 1987 war er einer der drei bedeutenden Prominenten, neben João Gaspar Simões und Yvette Centeno. Er liest in der Doku aus Gedichtbänden von Fernando Pessoa und unterhält sich in einem Café in fließendem Deutsch über Pessoa und dessen Werk. Womöglich ist das auch der einzige Fernsehauftritt des Portugiesen im deutschen Fernsehen gewesen.
Alberto Pimenta lebt in Lissabon.

## Der Experimentalist
Die Literatur von Pimenta, hier aber vor allem seine Lyrik, ist durch Konkretismus und Visualismus in der Posie geprägt. Er sieht sich selbst als einen bedeutenden Surrealisten, Satiriker und Experimentalisten der modernen portugiesischen Literatur. Er erteilte Konformismus und Angepasstheit, Kapitalismus, Moralismus und Kitsch eine Absage bzw. bekämpfte diese in seinem Werk. Sein erstes Happening als Performer veranstaltete er 1977 im Zoo von Lissabon. Mit seiner Literatur will er provozieren. Sein bekanntestes in andere Sprachen – jedoch nicht ins Deutsche – übersetzte Buch heißt Discurso sobre o filho-da-puta (Übersetzung: Diskussion über den Hurensohn), aus dem Jahr 1977. Als Übersetzer wurden Botho Strauss und Teile des Werkes von Thomas Bernhard von ihm ins Portugiesische übertragen.
Dass er auch ein Verfechter der Erotik in Portugal wurde, zeigt der experimentelle Band, den er zusammen mit Miguel Vale de Almeida und Rui Simões herausgab: Pornex-Textos Teoreticos e documentais de pornografia experimental portugues, 1984. Das Buch, das in Portugal viel Aussehen erregte, war einer der ersten Versuche, pornographische Texte in der portugiesischen Literatur zu verankern.
Aufsehen in Portugal erregte auch sein Gedichtband Marthiya de Abdel Hamid segundo Alberto Pimenta, 2005, der als sehr scharfe Kritik an dem Einmarsch amerikanischer Truppen im Irak sowie der Haltung der portugiesischen Regierung dazu gelten kann.
Einige Texte des Dichters erschienen 1992 erstmals in Deutscher Sprache in der Edition Splitter in Wien, unter dem Titel Verdichtungen. Es blieben die bisher einzigen Übersetzungen.

## Werk (Auswahl)
- 1970: O labirintodonte, Essays
- 1971: Os lentes e os contractes, Essays
- 1973: Corpos Estranhas, Essays
- 1973: Ascensao de dez gostos a boca, Lyrik
- 1977: Discusao sobre a filho-da-puta, Essays
- 1978: O silencio dos poetas (Das Schweigen der Dichter), Studie über das Schweigen der politischen Literatur weltweit
- 1984: Pornex-Textos teoreticos e documetais de pornografia experimental portuguesa, 1984, Studien und Essays sowie erotische Texte
- 2000: Ode pos-moderna, Lyrik
- 2001: Grande colecao de mineiro 2001-2002, Lyrik
- 2002: Tijoleira, Lyrik
- 2005: Marthirya de Abdel Hamid segundo Alberto Pimenta, Lyrik
- 2006: Initiacao de Ovidio, Lyrik
- 2007: Indulgencia plenaria, Lyrik
- 2007: Planta rubra, Lyrik
- 2008: Prodigioso Acanto, Lyrik